# Ernest Bramah
Ernest Bramah (20 de marzo de 1868 – 27 de junio de 1942), cuyo nombre apareció registrado después de su nacimiento como Ernest Brammah Smith, fue un escritor inglés. Publicó 21 libros y numerosos cuentos y artículos. Sus obras humorísticas son comparadas con las de Jerome K. Jerome y W. W. Jacobs, sus historias de detectives con las de Conan Doyle, su ciencia ficción política con la de H. G. Wells y sus historias sobrenaturales con las de Algernon Blackwood. George Orwell admitió que la obra de Bramah, What Might Have Been (Lo que pudo haber sido), fue una influencia en su 1984. Bramah creó los personajes de Kai Lung y Max Carrados.
Bramah fue un hombre muy reservado que decidió no hacer público ningún detalle de su vida personal. Murió en la ciudad de Weston-super-Mare, Somerset a la edad de 74 años . Tras su muerte, su viuda donó una colección de todos sus libros publicados, para uso exclusivamente de referencia, a las bibliotecas del municipio de Hammersmith. Fue en Hammersmith donde Bramah vivió durante unos 30 años, no lejos del parque Ravenscourt.

## Carrera temprana
Ernest Bramah Smith (en su certificado de nacimiento aparece escrito 'Brammah') abandonó la escuela de Manchester a los dieciséis años, habiendo estado cerca del último lugar en cada una de sus materias. Se dedicó a la agricultura, primero como aprendiz de granja y luego por derecho propio. Recibía el apoyo de su padre, que había pasado de ser empleado en una fábrica a ser un hombre rico en poco tiempo. La empresa agrícola le costó a su padre 100.000 libras esterlinas en dinero de hoy. Fue mientras se dedicaba a la agricultura que empezó a contribuir con viñetas locales al Birmingham News.
Posteriormente escribió un libro irónico sobre sus aventuras agrícolas. Se vendieron muy pocos ejemplares y el editorial decidió reciclar o vender los ejemplares que quedaban a muy bajo precio, aunque su padre accedió a apoyarlo económimente mientras se abría paso como escritor en la calle Grub de Londres (célebre por ser un lugar de reunión de escritores de baja calidad y aspirantes a escritores) . Eventualmente consiguió un puesto como secretario de Jerome K. Jerome y ascendió hasta convertirse en editor de una de las revistas de Jerome. Cuando dejó de trabajar para Jerome, editó otras revistas para una editorial que luego quebró.

## Carrera como escritor
Bramah alcanzó el éxito comercial y crítico con su creación del personaje de Kai Lung, un narrador itinerante. Apareció por primera vez en la colección de cuentos The Wallet of Kai Lung (La billetera de Kai Lung), que fue rechazada por ocho editores antes de que Grant Richards la publicara en el año 1900. Todavía estaba en impresión un siglo después. Las historias de Kai Lung son cuentos cómicos ambientados en China, incluyendo a menudo elementos de fantasía como dragones o dioses.
Con Kai Lung, Bramah inventó una forma de inglés mandarín que es ilustrado en los siguientes fragmentos:
- Kai Lung se puso cautelosamente de pie, con muchos gestos de educada confianza y habiéndose inclinado varias veces para indicar su naturaleza pacífica, se irguió en actitud de respetuosa admiración. Ante esta exhibición la mayor y menos atractiva de las doncellas huyó, soltando fuertes y continuos gritos de aprensión para así ocultar en que dirección huía".[5]
- “En particular, hay entre esta augusta multitud de mandarines un tal Wang Yu, quien se ha marchado en tres ocasiones anteriores sin otorgar la recompensa de una sola moneda. Si el débil y codicioso Wang Yu hubiese de colocar en su muy común cuenco el precio de una de sus pipas extremadamente mal hechas, esta persona indigna ha de proceder".[6]
- "Después de observar en secreto la gracia no estudiada de los movimientos de la mujer, el pintor más célebre de la provincia quemó los implementos de su oficio y empezó su vida de ceros como entrenador de elefantes escénicos".[7]

Las historias de Kai Lung están llenas de proverbios y aforismos, como los siguientes:
- "El que no tiene ni un tael encuentra muchas gangas"[8]
- "Es una señal de falta de sinceridad en el propósito dedicar el tiempo a buscar al Emperador sagrado en las tiendas de té de clase baja" [9]
- "Se ha dicho que hay pocas situaciones en la vida que no puedan resolverse de manera honorable, y sin pérdida de tiempo, ya sea por medio del suicidio, de una bolsa de oro o arrojando a un odiado antagonista por un precipicio en una noche oscura" [10]

Bramah escribió también ciencia ficción política. What Might Have Been (Lo que podría haber sido), publicado en 1907 y reeditado como The Secret of the League (El secreto de la Liga en 1909), es una distopía antisocialista que refleja las conservadoras opiniones políticas de Bramah. George Orwell reconoció a esta obra como una fuente para su 1984. Orwell le atribuyó el mérito de haber ofrecido una predicción considerablemente precisa del ascenso del fascismo.
En una época en la que aún el Canal de la Mancha no había sido cruzado por un avión, Bramah predijo trenes expresos aéreos viajando a una altura a 10,000 pies, una red de telegrafía inalámbrica a nivel nacional, un prototipo de máquina de fax y una máquina de escribir cifrada similar a la máquina Enigma alemana.[cita requerida]
En 1914, Bramah creó el personaje de Max Carrados, un detective ciego. Teniendo en cuenta la extravagante idea de que un ciego podía ser detective, en la introducción del segundo libro de Carrados, The Eyes of Max Carrados (Los ojos de Max Carrados), Bramah comparó los logros de su héroe con aquellos de personas ciegas de la vida real como Nicholas Saunderson, profesor lucasiano de matemáticas en Cambridge, Blind Jack de Knaresborough, constructor de carreteras, John Fielding, el magistrado de Bow Street (de quien se dijo que podía identificar a 3.000 ladrones por sus voces) y Helen Keller.

## "Épocas interesantes" y otras citas
A Bramah se le atribuye haber inventado el dicho, que es ampliamente citado como una antigua maldición china, "Que vivas en épocas interesantes", así como los de "Que llames la atención de quienes tienen autoridad" y "Que encuentres lo que estás buscando". Sin embargo, ninguno de estos aparece en las historias de Kai Lung.